# Le Fossé
Le Fossé foi uma comuna francesa na região administrativa da Normandia, no departamento de Sena Marítimo. Estendia-se por uma área de 9,97 km². Em 2010 a comuna tinha 478 habitantes (densidade: 47,9 hab./km²).
Em 1 de janeiro de 2016, passou a formar parte da comuna de Forges-les-Eaux.